# ISO 9000

Segell de la norma ISO 9001.

La família de normes de sistemes de gestió de qualitat ISO 9000 es compon de diverses normes de gestió i millora contínua de la qualitat, establertes per l'Organització Internacional per a l'Estandardització (ISO), que es poden aplicar a qualsevol tipus d'organització o activitat sistemàtica, i orientada a la producció de béns o serveis. Està formada d'estàndards i guies relacionades amb sistemes de gestió empresarial i d'eines específiques com els mètodes d'auditoria. Aquestes normes no tenen caràcter legal sinó que són compromisos adoptats voluntàriament.
La seva implantació ofereix una gran quantitat d'avantatges a les empreses, ja que està dissenyada per ajudar a les organitzacions a complir amb les necessitats dels clients i altres parts interessades mentre compleixen els requisits legals i reglamentaris relacionats amb el producte o programa.
La ISO 9000 s'ocupa dels fonaments dels sistemes de gestió de qualitat, incloent els vuit principis de gestió en què es basa la família de normes. La ISO 9001 tracta dels requeriments que les organitzacions han de seguir per tal de complir amb l'estàndard, siguent aquesta la principal norma de la família ISO 9000.
Els organismes de certificació de tercers proporcionen una confirmació independent de que les organitzacions compleixen els requeriments de la norma ISO 9001. Hi ha més d'un milió d'organitzacions a tot el món que tenen una certificació independent, fent que la norma ISO 9001 sigui una de les eines de gestió més utilitzades avui en dia. Tot i això, el procés de certificació ISO ha sigut criticat com un malbaratament i  no ser útil per a totes les organitzacions.

## Antecedents
La ISO 9000 es va publicar per primer cop al 1987 per la ISO (Organització Internacional per a la Estandardització). Estava basada en la sèrie de normes BS 5750 de la BSI que es va proposar a la ISO al 1979. Tot i això, la seva història es remunta a uns vint anys abans, en la publicació del estàndard MIL-Q-9858 del Departament de Defensa dels Estats Units al 1959. El MIL-Q-9858 va ser revisat en la sèrie de normes de les AQAP (Allied Quality Assurance Publications) de l'OTAN en 1969, que al seu torn es van revisar a la sèrie de normes d'orientació BS 5179 publicades al 1974, i finalment revisat a la sèrie de normes de requisit estàndards BS 5750 al 1979 abans de ser presentat a la ISO.

## Raons per a l'ús
La adopció global de la ISO 9001 es pot atribuir a diversos factors. Diversos compradors principals exigeixen als seus proveïdors tenir la certificació ISO 9001. A més dels beneficis dels interessats, una sèrie d'estudis han identificat importants beneficis econòmics per a les organitzacions certificades amb la norma ISO 9001, amb una enquesta al 2011 per part de l'Oficina d'Avaluació britànica la qual mostra que el 44% dels clients certificats havien guanyat nous negocis. Corbett et al. van mostrar que les organitzacions certificades aconsegueixen major retorn sobre els actius en comparació amb organitzacions similars sense certificació. Heras et al. van trobar que les empreses amb la certificiació tenien un rendiment superior i van demostrar que això era estadísticament significatiu i no estava relacionat amb la mida de l'organització. Naveha i Marcus van afirmar que la implementació de la norma ISO 9001 va conduir a un rendiment operatiu superior en la indústria automotriu dels EUA. Sharma va identificar millores similars en el rendiment operatiu i ho va vincular a un rendiment financer superior. Chow-Chua et al. van mostrar uns millors resultats financers globals aconseguits per les empreses de Dinamarca. Rajan i Tamimi (2003) van mostrar que la certificació ISO 9001 va donar lloc a un rendiment superior al mercat de valors i van suggerir que els accionistes es van veure recompensats en abundància amb la inversió en un sistema ISO 9001.
Mentre que la connexió entre el rendiment financer superior i la ISO 9001 es pot veure a partir dels exemples citats, no hi ha cap prova de relació causal directa, tot i que alguns estudis, com els de Corbett et al. (2005) poden suggerir-ho. Altres autors, com Heras et al. (2002), han suggerit que, si bé hi ha algunes proves d'això, la millora està impulsada en part pel fet que hi ha una tendència que organitzacions més rendibles busquin la certificació ISO 9001.
El mecanisme per a la millora dels resultats també ha estat objecte de moltes investigacions. Millores en els processos interns a les organitzacions condueixen a millores observables externament. El benefici d'un augment del comerç internacional i la quota de mercat nacional, a més dels beneficis interns com ara la satisfacció del client, les comunicacions entre departaments, processos de treball, i les associacions client/proveïdor derivades, és molt superior a qualsevol inversió inicial.

## Objectius
Principals beneficis:
- Millora la satisfacció del client
- Millora contínuament els processos relacionats amb la Qualitat
- Reducció del rebuig en la producció o prestació del servei
- Augment de la productivitat

## Adopció global
L'increment de les certificacions en la ISO 9001 es mostra en la següent taula:
| Total de certificats ISO 9001 a nivell global | Total de certificats ISO 9001 a nivell global | Total de certificats ISO 9001 a nivell global | Total de certificats ISO 9001 a nivell global | Total de certificats ISO 9001 a nivell global | Total de certificats ISO 9001 a nivell global | Total de certificats ISO 9001 a nivell global | Total de certificats ISO 9001 a nivell global |
| 2000                                          | 2001                                          | 2002                                          | 2003                                          | 2004                                          | 2005                                          | 2006                                          | 2007                                          |
| --------------------------------------------- | --------------------------------------------- | --------------------------------------------- | --------------------------------------------- | --------------------------------------------- | --------------------------------------------- | --------------------------------------------- | --------------------------------------------- |
| 409,421                                       | 510,616                                       | 561,747                                       | 567,985                                       | 660,132                                       | 773,867                                       | 896,929                                       | 951,486                                       |
| 2008                                          | 2009                                          | 2010                                          | 2011                                          | 2012                                          | 2013                                          | 2014                                          |                                               |
| 982,832                                       | 1,064,785                                     | 1,118,510                                     | 1,111,698                                     | 1,096,987                                     | 1,126,460                                     | 1,138,155                                     |                                               |

| Rang | País                   | Nº. de certificacions |
| ---- | ---------------------- | --------------------- |
| 1    | Xina                   | 342.800               |
| 2    | Itàlia                 | 168.960               |
| 3    | Alemanya               | 55.363                |
| 4    | Japó                   | 45.785                |
| 5    | Índia                  | 41.016                |
| 6    | Regne Unit             | 40.200                |
| 7    | Espanya                | 36.005                |
| 8    | Estats Units d'Amèrica | 33.008                |
| 9    | França                 | 29.122                |
| 10   | Austràlia              | 19.731                |

| Rang | País                   | Nº. de certificacions |
| ---- | ---------------------- | --------------------- |
| 1    | Xina                   | 297.037               |
| 2    | Itàlia                 | 138.892               |
| 3    | Federació Rússia       | 62.265                |
| 4    | Espanya                | 59.854                |
| 5    | Japó                   | 59.287                |
| 6    | Alemanya               | 50.583                |
| 7    | Regne Unit             | 44.849                |
| 8    | Índia                  | 33.250                |
| 9    | Estats Units d'Amèrica | 25.101                |
| 10   | Corea                  | 24.778                |

| Rang | País                   | Nº. de certificacions |
| ---- | ---------------------- | --------------------- |
| 1    | Xina                   | 257.076               |
| 2    | Itàlia                 | 130.066               |
| 3    | Japó                   | 68.484                |
| 4    | Espanya                | 59.576                |
| 5    | Rússia                 | 53.152                |
| 6    | Alemanya               | 47.156                |
| 7    | Regne Unit             | 41.193                |
| 8    | Índia                  | 37.493                |
| 9    | Estats Units d'Amèrica | 28.935                |
| 10   | Corea                  | 23.400                |

## Continguts ISO 9001:2015
És un document d'aproximadament de 30 pàgines el qual es pot accedir des de l'organització nacional de normalització de cada país. Únicament la ISO 9001 es pot auditar amb finalitats d'avaluació per a tercers. Els requisits d'esquema per a ISO 9001: 2015 són els següents:
- Secció 4: Context de l'Organització
- Secció 5: Lideratge
- Secció 6: Planificació
- Secció 7: Suport
- Secció 8: Operació
- Secció 9: Avaluació de l'acompliment
- Secció 10: Millora

Essencialment, la disposició de la norma és similar a l'anterior norma ISO 9001: 2008, ja que segueix el cicle de Deming (Planificar, Executar, Comprovar i Actuar) basat en la gestió per processos. Actualment s'ha millorat la norma incorporant l'anàlisi de riscos.
L'auditor ha d'assegurar-se que l'empresa avaluada ha implementat els requisits de les seccions 4 a 10. Les seccions 1 a 3 no poden ser auditades directament, ja que proporcionen el context i les definicions a tenir en compte en aplicar la resta de la norma, considerant el context de la pròpia organització.
L'estàndard no especifica que l'organització ha d'emetre i mantenir procediments documentats, no obstant això la ISO 9001: 2015 requereix que l'organització documenti qualsevol altre procediment requerit per a la seva operació efectiva. La norma també requereix que l'organització emeti i comuniqui una política de qualitat documentada, un Manual de Qualitat (que puguis o no incloure procediments documentats) i nombrosos registres, com s'especifica a través de la norma.
La nova incorporació per a la publicació del 2015 és un requisit perquè una organització avaluï els riscos i les oportunitats (secció 6.1) i determini les qüestions internes i externes rellevants per al seu propòsit i adreça estratègica (secció 4.1). Interpretacions de com els requisits de normes són un assumpte per a l'organització a demostrar, i un auditor extern a determinar, l'eficàcia d'un sistema de gestió de la qualitat. Les organitzacions busquen més informació, interpretació i exemples d'implementació que busquen més informació en el que pot ser vist com una àrea molt tècnica.

## Evolució
Les normes ISO són contínuament revisades per comitès tècnics i assessors, els quals reben els suggeriments fets pels professionals que les implementen a les empreses. La família de normes ISO 9000 van aparèixer per primera vegada l'any 1987, agafant com a base una norma estàndard britànica (BS), i s'estengué principalment a partir de la versió de 1994. L'any 2000, amb la versió ISO 9001:2000, es va aconseguir per primera vegada un model complet de gestió total de la qualitat o de qualitat total. Aquesta norma es va modificar el 2015, i la versió resultant, l'ISO 9001:2015.

### Versió 1987
La norma ISO 9000:1987 té la mateixa estructura de la norma britànica UK Standard BS 5750, que conté tres models de Sistemes de Gestió de la Qualitat, la selecció dels quals es basa en l'àmbit de les activitats de l'organització:
- ISO 9001:1987: “Model for quality assurance in design, development, production, installation, and servicing” enfocat a empreses i organitzacions que es dediquin a la creació de nous productes.
- ISO 9002:1987 “Model for quality assurance in production, installation and servicing” és molt similar a la ISO 9001 però no cobreix la creació de nous productes.
- ISO 9003:1987: “Model for quality assurance in final inspection and test” només cobreix el control de la qualitat del producte acabat, sense tenir en compte la seva producció.

La ISO 9000:1987 també estava influenciada per altres normes existents (US Standards, entre d'altres), molt enfocades als processos de fabricació. Es tendia a posar més èmfasi al seguiment dels procediments de producció ja establerts, que no pas a la gestió total de la producció.

### Versió 1994
La ISO 9000:1994 emfatitza la garantia de la qualitat amb accions preventives, en comptes de només comprovar la qualitat final del producte. La norma requereix la demostració del compliment del procediment mitjançant evidències documentals. Igual que en la primera edició, el punt feble de la norma era que les empreses tendien a implementar els requeriments creant manuals molt extensos i detallats, la qual cosa comportava moltes traves burocràtiques. En algunes empreses, la implementació d'un sistema de qualitat podia dificultar la adaptació i millora dels procediments de fabricació.

### Versió 2000
La ISO 9001:2000 va intentar canviar radicalment respecte la manera de pensar el concepte de gestió de processos, passant de la inspecció del producte final al control i l'optimització dels processos i activitats de l'empresa. La versió 2000 també va exigir la participació de la directiva de l'empresa per tal d'integrar la qualitat en el sistema global de negoci, i evitar la delegació de funcions de qualitat a administratius subalterns. Un altre dels objectius era millorar l'eficàcia a través de mesures del rendiment del procés: mesures numèriques de l'eficàcia de processos i activitats. Les expectatives de millora contínua dels processos i el seguiment de la satisfacció del client van ser objectius explícits.
El requeriments de la ISO 9000:2000 inclouen:
- Aprovació de tots els manuals i documents abans de la seva distribució;
- Proveir la versió més actualitzada dels manuals i documents als usuaris i treballadors;
- Documentar amb registres tots els procediments fets per tal de demostrar que s'han complert els requeriments;
- Desenvolupar procediments per a controlar els registres dels procediments duts a terme.

### Versió 2008
La ISO 9001: 2008 és una reinterpretació de la norma ISO 9001:2000. La versió de 2008 només va introduir aclariments als requeriments existents a la norma ISO 9001:2000, així com alguns canvis destinats a millorar la coherència amb la norma ISO 14001:2004. No es van introduir nous requeriments a la norma. Per exemple, per a actualitzar un sistema de gestió de qualitat amb la versió ISO 9000:2008, només es necessita comprovar si s'està seguint els nous aclariments introduïts.
La ISO 9001 es complementa directament per dues normes de la família:
- ISO 9000:2005 "Quality management systems. Fundamentals and vocabulary"
- ISO 9004:2009 "Managing for the sustained success of an organization. A quality management approach"

Altres normes, com la norma ISO 19011 i la sèrie ISO 10000, també es poden aplicar per parts específiques del sistema de qualitat.

### Versió 2015
El 2012, es van complir 25 anys d'aplicació de la norma ISO 9001, i la ISO va arribar a la conclusió que era necessari crear un nou model de sistema de gestió de la qualitat per als propers 25 anys. Es van iniciar els treballs oficials per a la creació d'una revisió de la norma ISO 9001, a partir dels nous principis de gestió de qualitat. Aquest moment va ser considerat pels especialistes en el camp. Tres anys després, el 23 de setembre de 2015, la ISO va publicar la nova versió ISO 9001:2015. L'abast de la norma no ha canviat, però els termes d'estructura i de nucli es van modificar perquè la norma es pogués integrar més fàcilment amb altres normes internacionals de sistemes de gestió de la qualitat.
La versió 2015 és menys restrictiva que les versions anteriors i se centra en el rendiment dels processos. Això es va aconseguir mitjançant la combinació de l'enfocament basat en processos amb el pensament basat en el risc, i emprant el cicle Planificar-Fer-Verificar-Actuar, o cicle PDCA, en tots els nivells de l'organització.
Alguns dels canvis principals són:
- Un major èmfasi en la construcció d'un sistema de gestió de qualitat adaptat a les necessitats particulars de cada organització;
- El requisit que la direcció de l'organització ha d'estar involucrada i s'ha de fer responsable d'introduir la qualitat en l'estratègia global de l'empresa;
- L'enfocament basat en el risc en tota la norma fa que tot el sistema de gestió sigui una eina preventiva i fomenta la millora contínua;
- Menys requisits preceptius per a la documentació: l'organització pot decidir quina informació s'ha de documentar i en quin format ha de tenir;
- Alineació amb altres normes fonamentals dels sistemes de gestió de qualitat a través de la utilització d'una estructura i forma del text comuna[39]
- La inclusió dels principis de gestió del coneixement.

## ISO 9000: Principis de gestió de qualitat
La sèrie de normes ISO 9000 està basada en vuit principis de gestió de qualitat. Aquests vuit principis estan definits en la ISO 9000:2005, Quality management systems – Fundamentals and vocabulary, i en la ISO 9004:2009, Managing for the sustained success of an organization — A quality management approach. Els vuit principis de gestió de qualitat són els següents:

### Orientació al client
És obtenir una actitud permanent per detectar i satisfer les necessitats i prioritats del client, tant interns com externs. En orientar-nos al client, complim tres requisits:
- Conèixer la qualitat dels productes i serveis de l'empresa.
- Detectar les necessitats i prioritats dels clients, buscant la millor opció per satisfer-los.
- Comentar als clients els beneficis que els aportem (reducció de costos, augment d'ingressos, etc.) i mesurar la seva satisfacció.

El principal objectiu d'aquest primer principi de qualitat és buscar que l'equip humà es posi a la pell dels clients i tingui l'actitud per detectar i satisfer les seves necessitats.

### Lideratge
És el conjunt d'habilitats directives (gestionar, convocar, promoure, incentivar, motivar i avaluar un projecte, prendre iniciativa) que una persona/individu té per influir a la forma de ser de les persones o a un equip de persones, fent que l'equip treballi motivat en aconseguir els objectius i reptes. Això implica activitats d'organització i planificació, les quals es faran en el marc del pla estratègic. Les activitats d'anàlisi, prevenció, millora i seguiment de la qualitat total, s'hauran d'incorporar de forma permanent al sistema de gestió de l'empresa, a través del pla de negoci o de la certificació ISO.

### Compromís amb les persones
El personal és l'essència d'una organització i el seu compromís fa que les seves habilitats serveixin pel benefici de l'organització. La participació del personal és un dels principis de gestió de qualitat que s'aplica a partir dels coneixements del personal:
- Coneixement de les seves competències i responsabilitats per a la resolució d'incidències. El personal podria rebre formació ISO específica si fos necessari.

- Compartir els seus coneixements i experiències.

- És conscient del que implica la seva contribució i organització.

Els beneficis que pot implicar l'aplicació d'aquest principi són: la motivació, involucració i compromís dels treballadors, l'alt nivell de participació i contribució dels treballadors a la millora contínua.

### Enfocament a processos
Aquest principi de gestió de qualitat ajuda a aconseguir de forma més eficaç els resultats esperats. Per aplicar-lo cal:
- Definir correctament els processos i responsabilitats.
- Estar definides les interfases entre processos i funcions.
- Avaluar els riscs, les seves conseqüències e impactes a qualsevol part interessada.

L'aplicació d'aquest principi implica beneficis com l'estalvi de diners i temps, millora de resultats i la definició de nous i millors objectius i fites.

### Millora contínua

Cicle de Deming o cicle PDCA (Planificar-Fer-Verificar-Actuar).

Ha de ser un objectiu permanent de l'organització. Aquest principi s'aconsegueix seguint el Cicle de Deming o cicle PDCA (Planificar-Fer-Verificar-Actuar). Per demostrar l'aplicació d'aquest principi, normalment:
- Es dona un enfocament compromès a la millora.
- La millora contínua serà l'objectiu de tothom.
- Es fan auditories i avaluacions per detectar noves àrees de millora.

Aplicant aquest principi de gestió de qualitat es poden obtenir beneficis com l'augment de l'avantatge competitiva i la reacció ràpida davant de noves oportunitats.

### Enfocament basat en fets per a la presa de decisió
Per demostrar la seva aplicació cal:
- Tenir informació i dades precises i fiables.
- Informació i dades accessibles.
- Analitzar les dades per poder prendre decisions per la millora contínua en funció dels resultats.

Els principals beneficis al implantar aquest principi són obtenir decisions encertades, poder demostrat l'efectivitat de les decisions a través de la referència de fets reals i la capacitat de qüestionar opinions, decisions i fer revisions.

### Gestió de les relacions
Aquest principi de gestió de qualitat augmenta la capacitat de crear valor a l'organització i al proveïdor. La seva aplicació es demostra a partir de:
- Identificar i seleccionar proveïdors clau per l'organització i es creen relacions entre els dos.
- Instaurar un fons comú de competències, recursos i activitats conjuntes per la millora.
- Disposar d'una comunicació clara i oberta.

Alguns dels beneficis al aplicar aquest principi són la capacitat d'aportar flexibilitat i rapidesa a les respostes en un mercat canviant, l'optimització de costos i recursos, entre d'altres.

### Bones relacions amb els proveïdors
L'organització i els seus proveïdors són interdependents, i una relació beneficiosa entre ells augmenta la capacitat d'ambdós per crear valor.

## Normes ISO 9000
Les normes incloses a la família ISO 9000 són:
- ISO 9000: recull els conceptes bàsics, definicions i vocabulari relatiu als sistemes de gestió de la qualitat. La darrera versió d'aquesta norma és la 9000:2015.
- ISO 9001: estableix els requisits dels sistemes de gestió de la qualitat. La darrera versió d'aquesta norma és la 9001:2015.[44]
- ISO 9004: se centra en com fer més eficient i efectiu un sistema de gestió de la qualitat. La darrera versió d'aquesta norma és la 9004:2009.
- ISO 19011: estableix guies per a les auditories internes i externes dels sistemes de gestió de la qualitat. La darrera versió d'aquesta norma és la 19011:2011.

## Funcions
Les normes ISO 9000 serveixen de guia per a seguir un model d'excel·lència que permeti a una entitat l'autoavaluació així com la millora contínua de l'entitat i dels seus productes i serveis, així com la dels seus proveïdors i clients. El paper principal de les ISO 9000 és la normalització i la certificació.
La normalització és el compromís entre fabricants, consumidors, usuaris i administracions que acorden les característiques tècniques necessàries que ha de tenir el procés o servei.
La certificació serveix per a poder donar la conformitat de la normalització. Cal que consti d'especificacions tècniques mesurables de persones, empreses, productes, processos o serveis.